# Nekràssove (Krasnogvardiske)
|  | Per a altres significats, vegeu «Nekràssovo». |

Nekràssove (en (ucraïnès): Некрасове, en rus: Некрасово, Nekràssovo) és un poble de la República Autònoma de Crimea a Ucraïna, que el 2014 tenia 1.026 habitants. Pertany al districte de Krasnogvardiske.